# Ouragan
«Ouragan» («Ураган», также был издан в англ. версии под титулом  «Irresistible») — первый сингл Стефани (принцессы Монако). Вышел в 1986 году. Песня также вошла в её дебютный альбом Besoin.
Во Франции сингл имел огромный успех. Он поднялся на 1 место национального чарта и находился там 10 недель. В Швейцарии сингл достиг 11 места, в Германии — 2-го.
В 1986 году сингл получил платиновую сертификацию во Франции за продажи в стране в 1 миллионе экземпляров.
«Ouragan» стал первым синглом в истории, проведшим на вершине французского синглового чарта 10 недель или более.

## Список композиций
| - 7"-й сингл A-side : 1. "Ouragan" — 3:40 B-side : 1. "Irresistible" — 3:45 - 12"-й сингл Сторона A: 1. "Ouragan" — 7:00 Сторона B: 1. "Ouragan" — 4:35 2. "Irresistible" — 3:40 - 7"-й сингл (англ. версия) Сторона A: 1. "Irresistible" — 3:44 Сторона B: 1. "Ouragan" — 3:59 | - 12"-й макси-сингл maxi (англ. версия) Сторона A: 1. "Irresistible" (long) — 7:03 Сторона B: 1. "Ouragan" — 4:26 2. "Irresistible" (short) — 4:44 - 12"-й макси-сингл (обе версии) Сторона A: 1. "Ouragan" / "Irresistible" (extended version) — 7:00 Сторона B: 1. "Irresistible" — 4:40 2. "Ouragan" — 4:35 |

## Чарты и продажи
| Чарт (1986)                        | Наив. поз. |
| ---------------------------------- | ---------- |
| Австрия1                           | 5          |
| Нидерланды                         | 31         |
| Eurochart Hot 100                  | 5          |
| Франция (SNEP)                     | 1          |
| Германия1                          | 2          |
| Италия                             | 10         |
| Швейцария                          | 11         |
| Великобритания (UK Singles Chart)1 | 84         |

| Чарт (1986) | Наив. поз. |
| ----------- | ---------- |
| Франция     | 2          |

| Страна  | Сертификация    | Дата | Сертифицированные продажи | Физические продажи |
| ------- | --------------- | ---- | ------------------------- | ------------------ |
| Франция | Платиновый диск | 1986 | 1 000 000                 | 1 030 000          |